# Spearfish (Dacota do Sul)
Spearfish é uma cidade localizada no estado norte-americano de Dacota do Sul, no Condado de Lawrence. A cidade foi fundada em 1876. Esta cidade possui o edificado mais caro no Dacota do Sul. É sede da Universidade Estadual Black Hills.

## Demografia
Segundo o censo norte-americano de 2000, a sua população era de 8 606 habitantes. Em 2006, foi estimada uma população de 9 647, um aumento de 1 041 (12,1%).

## Geografia
De acordo com o United States Census Bureau tem uma área de 15,8 km², dos quais 15,8 km² cobertos por terra e 0,0 km² cobertos por água. Spearfish localiza-se a aproximadamente 1694 m acima do nível do mar.

## Localidades na vizinhança
O diagrama seguinte representa as localidades num raio de 20 km ao redor de Spearfish.

## Clima
Devido a sua localização na base das Colinas Negras e sua proximidade com as Altas Planícies, o clima em Spearfish é altamente variável em qualquer época do ano. Isto é especialmente verdade nos meses de inverno. De acordo com a Classificação climática de Köppen-Geiger, Spearfish está em uma zona de transição entre subtropical (Cfa) e continental (Dfa).

### Recorde mundial de mudança de temperatura
Spearfish detém o recorde mundial de mudança de temperatura mais rápida já registrada. Em 22 de janeiro de 1943, por volta das 7:30 da manhã, a temperatura em Spearfish era de -4 °F (-20 °C). O vento de Chinook ganhou velocidade rapidamente e, dois minutos depois (7:32), a temperatura na cidade estava em +45 °F (+7 °C). A elevação de 49 °F ou 27 °C em apenas dois minutos estabeleceu um novo recorde mundial que, até os dias atuais, ainda se mantém. Às 9:00 da manhã, a temperatura havia subido para 54 °F (12 °C). De repente, o vento de Chinook diminuiu e a temperatura caiu, novamente, para -4°F (ou -20 °C). A queda de 58 °F ou 32 °C levou apenas 27 minutos para ocorrer. A mudança brusca de temperatura fez com que janelas de vidro se quebrassem e para-brisas congelassem instantaneamente.
As temperaturas máximas registradas em Spearfish são notadamente altas devido a localização da cidade. Em 19 de janeiro de 1921, Spearfish atingiu notáveis 26,1 °C, a temperatura mais alta para um mês de janeiro já registrada na Dakota do Sul.